# Medical Park
Die Medical-Park-Unternehmensgruppe ist ein in Deutschland agierender Klinikbetreiber mit Hauptsitz in Amerang (Bayern).

## Unternehmensprofil
Die 13 Fachkliniken und fünf ambulanten Gesundheitszentren von Medical Park sind spezialisiert auf Anschlussheilbehandlung (AHB), Rehabilitation und Prävention.
Schwerpunktmäßig werden die Indikationen Neurologie, Orthopädie, Traumatologie, Sportmedizin sowie Innere Medizin, Kardiologie, Onkologie, Psychosomatik und Schlafmedizin angeboten.
Medical Park ist ein privates Unternehmen im Besitz der Gründerfamilie Freiberger.

## Geschichte
Mitte der 90er Jahre kaufte Ernst Freiberger die damaligen „EFA Kurkliniken“ von seinen Eltern. Durch die Abschaffung des klassischen Kurwesens im Rahmen der Gesundheitsreformen waren diese bald existenziell bedroht. Als Reaktion darauf erfolgten Investitionen in die Kliniken und, zusammen mit der Umfirmierung in „Medical Park“, eine Weiterentwicklung in Richtung der Anschlussheilbehandlung.
In den folgenden Jahren wuchs Medical Park durch Klinikzukäufe, Neugründungen und Erweiterungen der Standorte.
Das Unternehmen betreut nach Eigenangaben ca. 70.000 stationäre und ambulante Patienten. Anfang 2022 übernahm die Medical Park die Alpha-Reha-Gruppe in Mittelfranken. Das familiengeführte Unternehmen mit ca. 120 Beschäftigten hatte Standorte in Fürth, Wendelstein und Roth. Damit steigt Medical Park in die ambulante Pflege ein.

## Unternehmensstruktur
Die Einrichtungen von Medical Park haben ihren Ursprung in Oberbayern. Heute ist die Klinikgruppe daneben auch in Hessen, Nordrhein-Westfalen und Berlin vertreten. Drei Kliniken liegen am Chiemsee (Bernau-Felden bzw. Prien), eine in Loipl am Rand des Nationalparks Berchtesgaden, drei in Bad Wiessee am Tegernsee, zwei in Bad Feilnbach und je eine in Bad Rodach, Bad Camberg, Bad Sassendorf und Berlin.

### Klinikstandorte
Die heute noch zum Unternehmen gehörenden Kliniken aus der Zeit der „EFA Kurkliniken“ mit Jahr der Beteiligung bzw. Übernahme:
- 1977: Medical Park Prien Kronprinz (Orthopädie, Innere Medizin). Der Markt Prien am Chiemsee hält heute noch 44,2 % an diesem Haus.[7]
- 1978: Medical Park Chiemsee | Bernau-Felden (Orthopädie)
- 1987: Medical Park St. Hubertus | Bad Wiessee (Orthopädie, Traumatologie, Sportmedizin, Kardiologie/Innere Medizin)

Seit der Übernahme und Umfirmierung durch Freiberger hat Medical Park verschiedene Standorte neu eröffnet bzw. hinzugekauft:
- 2000: Medical Park Bad Rodach (Neurologie, Orthopädie)
- 2001: Medical Park am Kirschbaumhügel Fachklinik | Bad Wiessee (Orthopädie, Traumatologie, Sportmedizin, Innere Medizin)
- 2001: Medical Park am Kirschbaumhügel Privatklinik | Bad Wiessee (Orthopädie)
- 2001: Medical Park Loipl | Loipl (Neurologie)
- 2009: Medical Park Berlin Humboldtmühle (Neurologie, Orthopädie)
- 2010: Medical Park Bad Camberg (Neurologie)
- 2012: Medical Park Chiemseeblick | Bernau-Felden (Psychosomatik)
- 2014: Medical Park Bad Feilnbach Blumenhof (Onkologie, Geriatrie)
- 2014: Medical Park Bad Feilnbach Reithofpark (Neurologie, Schlafmedizin)
- 2018: Klinik im Park Bad Sassendorf (Orthopädie, Traumatologie, Innere Medizin, Kardiologie und Naturheilverfahren)

### Ambulante Zentren
- Medical Park St. Theresien in Nürnberg
- Seit Mai 2018: Medical Park Borussia Mönchengladbach in Mönchengladbach[8]
- Seit April 2022: Fürth, Wendelstein, Roth